# جغرافیای سیاسی
جغرافیای سیاسی (به انگلیسی: Political Geography) به عنوان یکی از شاخه‌های علوم جغرافیایی به مطالعه بُعد سیاسی فضای جغرافیایی می‌پردازد، بدین معنی که در فضای جغرافیایی اعم از مقیاس محلی تا جهانی و فرا کروی سویه‌ها، پدیده‌ها و ساخت‌هایی وجود دارند که اساساً ماهیت فضایی/جغرافیایی دارند که با مؤلفه سیاست درآمیخته اند؛ بنابراین، بن مایه فلسفی جغرافیای سیاسی را مکانها، فضاها و پدیده‌هایی تشکیل می‌دهند که در آفرینش، واقعیت و نمود دارند.
همچنین باید افزود که جغرافیای سیاسی به مطالعه ادعاها و منازعات انسانی دربارهٔ استفاده، شراکت، مالکیت زمین و منابع آن می‌پردازد. این منازعات در سطوح بسیار متفاوتی به وقوع می‌پیوندد. از جمله ادعاهای ارضی میان قبایل رقیب یا گروه‌هایی از ملیت‌های مختلف که در یک سرزمین زندگی می‌کنند، بروز کند یا امکان دارد میان کشورهای همسایه به وقوع بپیوندد یا به صورت رقابت‌هایی بر سر نفوذ جهانی میان بلوکهای بزرگ قدرت رخ دهد. بنیادی‌ترین جنبه‌های جغرافیای سیاسی به «سیاست‌های ناشی از مکان» می‌پردازد.
شاخه‌های تخصصی جغرافیای سیاسی
۱_ ژئوپلیتیک: Geopolitics
ژئوپلیتیک یکی از شاخه‌های تخصصی جغرافیای سیاسی است که دربارهٔ موضوع و مفهوم آن طیفی از دیدگاه‌های متفاوت مطرح شده‌است.
تعریف علمی ژئوپلیتیک در قالب یک مفهوم ترکیبی تبیین پذیر است که در آن سه عنصر اصلی یعنی جغرافیا، قدرت و سیاست خصلت ذاتی دارند. ترکیب سه متغیر جغرافیا، قدرت و سیاست و پدیده‌ها و الگوهای رفتاری گروه‌های متشکل انسانی را نسبت به یکدیگر تعیین می‌کنند که آنها را در کنش‌های رفتاری مختلف همانند نوسان قدرت، رقابت، همگرایی، واگرایی، نفوذ، بحران، سلطه، زیر سلطه، ائتلاف، صلح، همکاری، جنگ، امنیت، آرامش و ثبات، بازرگانی و دادوستد و غیر آن می‌توان پی گرفت.
۲_ جغرافیای انتخابات: Electoral Geography
طی چند دهه اخیر، جغرافیای انتخابات، به عنوان زیر مجموعه دانش جغرافیای سیاسی، کندوکاو گسترده‌ای در قلمرو مفاهیم دموکراسی، مشارکت، خاستگاه آرا، وزن مکانی حوزه‌های انتخاباتی، نقش مکان‌ها و غیره داشته‌است.
۳_ جغرافیای مرز: Geography of The Border
تا اوایل دهه ۱۹۶۰ که جغرافیای سیاسی تحت تأثیر مطالعات کالبدی واحدهای سیاسی به ویژه کشور قرار داشت، موضوع کشمکش‌های مرزی توجه زیادی به خود جلب کرده بود.
۴_ جغرافیای سیاسی شهر:
Political Geography of The City
جغرافیای سیاسی شهر به بررسی کارکرد نهادها، سازمان‌ها و جنبش‌های اجتماعی در شکل‌گیری مناسبات فضایی شهر می‌پردازد. فرایندها و پیامدهای فضایی برخاسته از تعامل میان سه عنصر سیاست، شهروندان و شهر را بررسی می‌کند.
منبع: کتاب فلسفه جغرافیای سیاسی اثر دکتر محمد رضا حافظ نیا و دکتر مراد کاویانی راد و ترجمهٔ کتاب درآمدی نو بر جغرافیای سیاسی اثر ریچارد میور، مترجمان دکتر دره میر حیدر و دکتر یحیی صفوی.

## سیر تکوین جغرافیای سیاسی در جهان
تاریخ جغرافیای سیاسی به عنوان یک رشته علمی را می‌توان به سه دوره تقسیم کرد: دوره پیشرفت از اواخر قرن نوزدهم تا جنگ جهانی دوم، دوره انزوا از دهه ۱۹۵۰ تا ۱۹۷۰ و دوره احیا از دهه ۱۹۷۰ به بعد.
البته ردپای تفکرات مربوط به جغرافیای سیاسی را می‌توان د ر دوره‌های پیش از این تاریخ‌ها جستجو کرد؛ ارسطو ۲۳۰۰ سال پیش در یونان قدیم، مطالعات دولت را با یک رویکرد جبر محیطی و در مورد مسائلی مانند مرزها، شهر کانونی و تناسب میان جمعیت و مکان مورد مطالعه قرار داد.
- استرابو جغرافی‌دان یونانی - رومی نیز روشن کرد که چگونه امپراتوری روم قادر به غلبه بر مشکلات ناشی از وسعت زیاد خود است.

- دلبستگی به مؤلفه‌های شکل دهنده به شکل سرزمین‌های سیاسی در اروپای روشنفکری در قرون شانزدهم تا بیستم شدید بود. یکی از موارد مورد توجه سر ویلیام پتی، دانشمند و اقتصاد دادن انگلیسی، تبیین زیربناهای مردم‌شناسی و سرزمینی قدرت حکومت بریتانیا در ایرلند در کتاب کالبدشناسی سیاسی ایرلند در سال ۱۶۷۲ بود. برای پیدا کردن بنیان‌گذار واقعی جغرافیای سیاسی لازم است بر تاریخ آلمان در سده نوزدهم مروری بکنیم. 

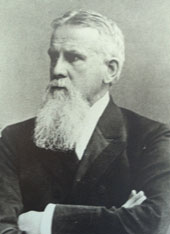
فریدریش راتسلر

### دوران تفوق
آلمان مهد جغرافیایی سیاسی است. آلمان مدرن که در سال ۱۸۷۱ ایجاد شد تحت رهبری جاه‌طلبانهٔ پروس خود را قدرتی بزرگ در رقابت با بریتانیا، فرانسه، اتریش و روسیه می‌دید. با توجه به شرایط ویژهٔ آلمان که حکومتی محصور در خشکی و دارای مشکلاتی در راه توسعهٔ سرزمین خود بود، در دههٔ پایانی قرن نوزدهم، نظریاتی دربارهٔ ارتباط میان سرزمین و قدرت حکومت در میان طبقهٔ روشنفکر جدید این کشور به ویژه راتزل به عنوان بنیان‌گذار جغرافیای سیاسی، مطرح گردید.
بسیاری از تفکرات راتزل برای پیدا کردن توجیه حقوقی و روشنفکری برای توسعهٔ سرزمینی آلمان بود. وی به هنگام پایه‌گذاری جغرافیای سیاسی مفاهیم زیادی را از تئوری تکامل تدریجی داروین و پیروان او، به ویژه دارونیسم اجتماعی مشهور به نئولامارکیسم، استفاده کرد.
به اعتقاد راتزل، کشور می‌تواند به عنوان یک ارگانیسم زنده به حساب آید و حکومت مانند سایر ارگانیسم‌های زنده نیازمند سرزمین کافی برای تغذیهٔ خود است که فضای حیاتی برای ارگانیسم ویژه می‌نامد.
او در جهت گسترش این عبارت‌های استعاری، می‌گوید کشورها وقتی جمعیت شان افزایش می‌یابد نیازمند فضای حیاتی بیشتری می‌شوند و به این ترتیب قوانینی را برای رشد فضایی حکومت ارائه داد؛ از جمله:
حکومت باید در جهت الحاق سرزمین‌های کوچک توسعه یابد.
حکومت باید تلاش کند سرزمین‌های با موقعیت‌های بالقوه باارزش را تصرف کند.
توسعهٔ کشور امری مُسری است که از کشوری به کشوری دیگر گسترش می‌یابد.
تئوری راتزل مورد قبول رودلف کیلن واقع شد. کیلن تلاش می‌کرد قدرت جهانی آن روز را شناسایی کرده و کشورهای امپریالیستی قاره‌ای بزرگ آینده را پیش‌بینی کند.
او در سال ۱۸۹۸ واژهٔ گئوپلیتیک را در زبان آلمانی به کار برد که تا آن زمان در هیچ جا مطرح نشده بود. این واژه در سال ۱۹۲۴ به ژئوپلیتیک در زبان انگلیسی ترجمه شد. ژئوپلیتیک از دیدگاه وی عبارت بود از بخشی از جغرافیای سیاسی که به روابط خارجی، استراتژی و سیاست کشورها مربوط می‌شد، و در پی استفاده از دانش جغرافیا برای اهداف سیاسی بود.
علاوه بر راتزل و کیلن، هلفورد مکیندر بریتانیایی، از دیگر بنیان‌گذاران جغرافیای سیاسی، نیز به گسترش و ترویج جغرافیای سیاسی مدرن اقدام کرد.
در ایالات متحده نیز آلفردهامان، افسر بازنشستهٔ نیروی دریایی، قدرت نظامی جهان را وابسته به قدرت دریایی دانست و عوامل جغرافیایی که موجب کسب قدرت دریایی می‌شوند را به‌طور کامل توضیح داد.
پس از شکست آلمان در جنگ جهانی اول و از دست دادن بسیاری از سرزمین‌های خود و خلع سلاح، عقاید جغرافیایی راتزل و مکیندر برای در پیش گرفتن مسیر احیای قدرت آلمان مورد استفاده قرار گرفت. فرد برجستهٔ این جریان کارل هاوس هوفر، افسر ارتش و جغرافی‌دان عضو حزب نازی بود. هوفر در پی جلب حمایت عمومی از سیاست‌های توسعه‌طلبانهٔ جدید به وسیلهٔ روی‌کردی مردمی به ژئوپلیتیک بود.
او با استفاده از نظریهٔ فضای حیاتی راتزل و حتی فراتر از آن، معتقد بود جهت توسعهٔ آلمان لازم است از سرزمین‌های مازاد کشورهای کم جمعیتی مانند لهستان و چکسلواکی استفاده شود. گئوپلیتیک هوفر توجیهات علمی لازم را برای الحاق لهستان و چکسلواکی به آلمان، اتحاد میان هیتلر و استالین، و حملهٔ نافرجام آلمان به شوروی را فراهم آورد.

### دوران انزوا
زیاده‌روی گئوپلیتیک آلمان، جغرافیای سیاسی را پس از جنگ جهانی دوم در محاق فرو برد. هارتشورن جغرافیدان آمریکایی، در سال ۱۹۵۴ با ارائه رویکردی کارکردی به جغرافیای سیاسی برای سیاست‌زدایی از آن، معتقد بود جغرافیای سیاسی نه تنها باید به شکل‌دهی استراتژی‌های سیاسی توجه کند، بلکه باید به پویایی‌های داخلی و عملکردهای خارجی حکومت نیز توجه نماید.
جغرافیای سیاسی که بلافاصله پس از جنگ دوم تجربه شد تفاوت کمی با جغرافیای ناحیه‌ای داشت و به‌طور گسترده‌ای بر روی حکومت سرزمینی، به عنوان موضوع مورد مطالعه آن تمرکز یافت. این خود سانسوری دو نتیجه در پی داشت: نخست، جغرافیای سیاسی از توسعه تئوریک صورت گرفته در سایر شاخه‌های جغرافیا به ویژه در زمینه انقلاب کمی دهه ۱۹۶۰ عقب ماند؛ دوم، جغرافیای سیاسی در درون جغرافیا به حاشیه رانده شد.

### دوره احیا
جغرافیای سیاسی در سال‌های اخیر از نظر اندازه و سرزندگی در حال رشد بوده‌است. شهرت مجدد آن به عنوان یک زیرشاخه پیشرو در جهان منعکس کننده ظهور گروهی قوی از دانشمندان در اوایل کار است که موضوعات تحقیقاتی جدیدی را در کنار برخی از نگرانی‌های سنتی این حوزه مطرح کرده‌اند.
در اواسط دهه ۱۹۷۰ ریچارد مویر جغرافی‌دان انگلیسی تلاش‌هایی را برای احیای جغرافیای سیاسی آغاز کرد. از دهه ۱۹۸۰ جغرافیای سیاسی رویکرد اقتصاد سیاسی را به‌طور جدی اتخاذ کرد. یکی از افرادی که تلاش می‌کند اقتصاد سیاسی را در جغرافیای سیاسی مطرح کند. پیتر تیلور پایه‌گذار مجله معروف political geography می‌باشد که در تحلیل نظام جهانی از آن استفاده می‌کند.
از اواخر دهه ۱۹۸۰ و طی دهه ۱۹۹۰، بعد فرهنگی جغرافیای سیاسی رشد یافت. در این بخش مسائلی مانند هویت ملی، شهروندی، درگیری‌ها و برخوردهای میان فرهنگ‌ها، جغرافیای مقاومت، نقش چشم‌انداز در هدایت و چالش قدرت مورد مطالعه قرار گرفت. تحت تأثیر مباحث میشل فوکو، جغرافیدانانی مانند سیمون دالبی و اوتوتایل رویکرد «ژئوپلیتیک انتقادی» را مطرح کردند. این رویکرد به آزمون و بررسی نقش استعاره‌های جغرافیایی مانند هارتلند و کانتینمنت در پی‌ریزی استراتژی‌ها و کشف تأثیر رسانه‌های فرهنگی مانند فیلم، ادبیات، گزارش‌های خبری و کارتون در دانش ژئوپلیتیک همت گمارد.
همپوشانی قابل توجه جغرافیای سیاسی با جغرافیای فرهنگی و اجتماعی در برخی از این تحقیقات باعث ایجاد سایت‌های جدیدی برای مطالعهٔ سیاست (به عنوان مثال، بدن، عواطف) و برخی نوآوری‌های روش‌شناختی شده‌است. برای نمونه، امروزه علاوه بر بعد فرهنگی، بعد فمنیسم نیز تحت تأثیر تئوری‌های فمینیستی گسترش یافته‌است. برخی تلاش‌ها برای جغرافیای سیاسی فمینیستی صورت گرفته‌است، اما تعاملات با فمینیست‌ها ماهیت مردانه جغرافیای سیاسی سنتی را روشن کرده‌است و راه‌هایی را برای بهبود این وضع پیشنهاد می‌کند.
کارهای اخیر در جغرافیای سیاسی انرژی و منابع نیز به شدت با تحقیقات جامعه - محیط‌زیست همپوشانی دارد، در حالی که ارتباطات قوی با جغرافیای اقتصادی و شهری در کار بر روی مناطق جدید و شهرهای جهانی مشهود است. این حوزه ارتباطات مؤثری با جغرافیای سیاسی آمریکای شمالی دارد که بسیاری از چهره‌های برجسته آن در بریتانیا آموزش دیده‌اند. پیوندهای میان‌رشته‌ای مهم دیگری نیز با روابط بین‌المللی وجود دارد.

## سیر تکوین جغرافیای سیاسی و ژئوپلیتیک در ایران
اولین مؤلف کتاب‌های جغرافیا به منظور تدریس در دانشگاه آقای مسعود کیهان بود که در سال‌های ۱۳۱۰ تا ۱۳۱۲ جغرافیای مفصل ایران مشتمل بر سه بخش طبیعی، سیاسی و اقتصادی را در سه جلد تألیف کرد. جلد دوم این کتاب مربوط به جغرافیای سیاسی بود که با بیش از ۵۵۰ صفحه و ۲۸ نقشه و ۷۳ گراور در سال ۱۳۱۱ منتشر شد. در این کتاب در آغاز پس از شرح سرحدات قدیم و مختصری از تاریخ جغرافیایی، حدود و ثغور امپراتوری مورد بحث قرار گرفته و سپس سرحدات کنونی ایران و در ادامه دربارهٔ نژاد، خط، مذهب و آداب و رسوم مردم ایران، ایلات و طوایف شناخته شده ایران بحث شده‌است. بقیه کتاب تحت عنوان طرز حکومت و تشکیلات مملکتی ایران، به جزئیات تقسیمات کشوری در آن زمان پرداخته‌است.
از سال ۱۳۱۵ به بعد سری کتاب‌های جغرافیای سیاسی با زمینه نظامی به دست سپهبد حاجعلی رزم آرا در هجده جلد تألیف شد و بیشتر آشنایی با حدود و ثغور مرزهای ایران و تأکید بر شناخت مسائل نظامی بود.

### قبل از انقلاب
وجود تاریخ یک صد ساله جغرافیای سیاسی در جهان، در ایران مدت زیادی از تاریخ آن نمی‌گذرد. نخستین متخصص در جغرافیای سیاسی در ایران دکتر دره میرحیدر است؛ با پیوستن وی به گروه جغرافیای دانشگاه تهران در سال ۱۳۴۲، زمینه برای توسعه این شاخه از جغرافیا بیشتر فراهم شد.
با تصویب پذیرش دانشجو در دوره کارشناسی ارشد جغرافیا از سال ۱۳۴۳ در دانشگاه تهران، چند واحد درسی در زمینه جغرافیای سیاسی و ژئوپلیتیک نیز در نظر گرفته شد.
در مقطع کارشناسی ارشد جغرافیای دانشگاه تهران در سال ۱۳۴۳ دو درس تحت عنوان «ژئوپلیتیک» و «مسائل جغرافیای سیاسی جهان» ارائه شد که درس «ژئوپلیتیک» آن را دکتر میرحیدر و «مسائل جغرافیای سیاسی جهان» را دکتر مستوفی تدریس می‌کردند.
آموزش جغرافیای سیاسی در دوره‌ای به ایران راه یافت که بخش ژئوپلیتیک آن در اثر جریان‌های جنگ جهانی دوم و ظهور ژئوپلیتیک خاص آلمان تحریم شده بود.
روند رو به گسترش علمی این رشته در دهه ۱۳۵۰ به دلایل شرایط حاکم در ایران تا انقلاب اسلامی با وقفه مواجه گردید.

### پس از انقلاب
تألیفات و ترجمه‌ها در زمینه جغرافیای سیاسی و ژئوپلیتیک پس از انقلاب اسلامی ادامه یافت و با توجه به شرایط گسترش جهانی این علم و نیز جنگ عراق علیه ایران توسعه گسترده‌ای یافت.
دانشگاه تربیت مدرس با پذیرش اولین دانشجویان دوره دکتری با گرایش جغرافیای سیاسی در سال ۱۳۶۶ این رشته را به صورت علمی - آکادمیک به جامعه علمی ایران عرضه کرد. دهه ۱۳۷۰ و اوایل دهه ۸۰ را باید انقلاب علمی جغرافیای سیاسی و ژئوپلیتیک در ایر ان دانست. تهیه و تصویب برنامه رشته مستقل جغرافیای سیاسی و ژئوپلیتیک در مقطع کارشناسی ارشد در سال ۱۳۷۱ در دانشگاه تربیت مدرس و دانشگاه امام حسین موجب نگرش‌های جدیدی به این رشته در ایران گشت.
بر اساس این برنامه دانشگاه‌های امام حسین، تهران، تربیت مدرس و آزاد اسلامی اقدام به پذیرش مستمر دانشجو نمودند. برنامه مقطع دکتری جغرافیای سیاسی به عنوان یک رشته مستقل آکادمیک را دانشگاه تربیت مدرسدر سال ۱۳۷۷ پیشنهاد کرد و به تصویب شورای عالی برنامه‌ریزی رسید و از همان سال دانشگاه‌های تربیت مدرس، تهران و آزاد اسلامی اقدام به پذیرش دانشجو در مقطع دکتری کردند.

#### دانشگاه تربیت مدرس
خاستگاه جغرافیای سیاسی در ایران به عنوان یک گرایش یا رشته را می‌بایست فعالیت گروه جغرافیای دانشگاه تربیت مدرس دانست. دانشگاه تربیت مدرس بر اساس برنامه دوره دکتری جغرافیا که در تاریخ ۲۷/۴/۱۳۶۶ به تصویب شورای عالی برنامه‌ریزی رسیده بود در همان سال اقدام به برگزاری آزمون دوره دکتری نمود.
در حقیقت دانشگاه تربیت مدرس برای اولین بار در کشور رشته جغرافیای انسانی با گرایش سیاسی را تأسیس کرد. در این دوره جغرافیای سیاسی به عنوان گرایشی از جغرافیای انسانی محسوب می‌شد که دانشجوی پذیرفته شده پس از گذراندن دروس مشترک و در صورت علاقه‌مندی می‌توانست این گرایش را انتخاب کند.
در اولین دوره پذیرش دانشجو در این دانشگاه، آقای محمدرضا حافظ نیا و آقای یدالله کریمی پور به عنوان اولین دانشجویان این دوره شروع به تحصیل نمودند. دکتر محمدرضا حافظ نیا به عنوان اولین دانش آموختهٔ رشتهٔ جغرافیای سیاسی در ایران شناخته می‌شود.

#### دانشگاه تهران
با وجود سابقه بیشتر دانشگاه تهران در زمینه جغرافیای سیاسی و وجود متخصص جغرافیای سیاسی (دکتر دره میرحیدر)، اولین دوره پذیرش دانشجوی دکتری در این دانشگاه در سال ۶۹–۷۰ با پذیرش دو دانشجو (بهرام امیراحمدیان و غلامحسن حیدری) آغاز شد.
بر اساس برنامه مستقل رشته کارشناسی ارشد جغرافیای سیاسی نیز که دانشگاه تربیت مدرس در سال ۱۳۷۱ پیشنهاد کرد و در تاریخ ۸/۶/۱۳۷۱ به تصویب شورای عالی برنامه‌ریزی رسید و جهت اجرا به دانشگاه‌های کشور ابلاغ گردید، دانشگاه تهران نیز در سال تحصیلی ۷۵–۷۴ اولین دوره کارشناسی خود را به رشته جغرافیای سیاسی ارائه نمود.

#### دانشگاه فردوسی مشهد
با موافقت شورای گسترش وزارت علوم و تحقیقات و فناوری گروه جغرافیای دانشگاه فردوسی مشهد از سال تحصیلی ۱۳۸۸–۱۳۸۷ در مقطع کارشناسی ارشد و از سال تحصیلی 1396-1397 در مقطع دکتری اقدام به جذب دانشجو در رشته جغرافیای سیاسی  نمود .
هم‌اکنون آقای دکتر سید هادی زرقانی، آقای دکتر هادی اعظمی و آقای دکتر محسن جان پرور  تدریس دروس جغرافیای سیاسی را بر عهده دارند.
زمینه مطالعاتی گروه جغرافیای سیاسی دانشگاه فردوسی مشهد بیشتر در زمینه مطالعات مرزی، مولفه های قدرت ملی و آسیای مرکزی است؛ همچنین آقای سید جواد موسوی زارع به عنوان اولین دانش آموختهٔ مقطع دکتری جغرافیای سیاسی دانشگاه فردوسی مشهد شناخته می‌شود.

#### دانشگاه امام حسین
دانشگاه امام حسین بر اساس برنامه مصوب یادشده، اولین دانشجویان دوره کارشناسی ارشد جغرافیای سیاسی را در قالب دوره‌های معادل پذیرش کرد که تمامی دانشجویان آن از نیروهای رسمی سپاه پاسداران بودند. در اولین دوره کارشناسی ارشد مزبور که در سال ۱۳۷۱ آغاز گردید، آقایان سید یحیی صفوی، محمد اخباری و سه دانشجوی دیگر به عنوان اولین دانشجویان دوره کارشناسی ارشد جغرافیای سیاسی در این دانشگاه پذیرش شدند.

#### دانشگاه آزاد اسلامی
دانشگاه آزاد اسلامی واحد علوم و تحقیقات تهران نیز از سال ۱۳۶۸ در مقطع دکتری اقدام به پذیرش دانشجو نمود که دکتر زهرا پیشگاهی فرد به عنوان اولین فارغ‌التحصیل این دانشگاه در مقطع دکتری در سال ۱۳۷۱ از رساله خود دفاع کرد. در مقطع کارشناسی ارشد نیز این دانشگاه از سال تحصیلی ۸۰–۱۳۷۹ اقدام به پذیرش هفت دانشجو نمود که این روند گسترش یافته و واحد تهران مرکز این دانشگاه نیز در سال‌های اخیر اقدام به پذیرش دانشجو در مقطع کارشناسی ارشد نموده‌است.

#### دانشگاه فرماندهی و ستاد ارتش
این دانشگاه اولین دوره کارشناسی ارشد رشته ژئوپلیتیک را در سال تحصیلی ۹۸–۱۳۹۷ برگزار کرد و از وجود اساتیدی چون دکتر عزت‌الله عزتی پدر ژئوپلیتیک ایران، دکتر محمدرضا حافظ نیا، دکتر سید عباس احمدی، سیروس احمدی، دکتر فرهاد قاسمی، دکتر محمدحسین افشردی (سرلشکر محمدحسین باقری) بهره جست.

### کتب و نشریات در زمینه جغرافیای سیاسی در ایران
اولین مؤلف کتاب‌های جغرافیا به منظور تدریس در دانشگاه آقای مسعود کیهان بود که در سال‌های ۱۳۱۰ و ۱۳۱۱ جغرافیای مفصل ایران مشتمل بر سه بخش طبیعی، سیاسی و اقتصادی را در سه جلد تألیف کرد. جلد دوم این کتاب مربوط به جغرافیای سیاسی بود که با بیش از ۵۵۰ صفحه و ۲۸ نقشه و ۷۳ گراور در سال ۱۳۱۱ منتشر شد. جلد سوم این کتاب مربوط به اقتصاد ایران است که با بیش از ۵۰۰ صفحه و ۸ نقشه و ۱۱ گراور در همان سال منتشر شد.
جغرافیای سیاسی و ژئوپلیتیک تا ورود دکتر میر حیدر به دانشگاه تهران به مفهوم علمی در دانشگاه‌های ایران مطرح نبود و تألیف کتاب اصول و مبانی جغرافیای سیاسی در سال ۱۳۴۷ گامی بلند در اعتلای علمی جغرافیای سیاسی ایران و نقطه عطفی در روند تفکرات جغرافیای سیاسی در ایران محسوب می‌شود.
از دیگر کتب نوشته شده در زمینه جغرافیای سیاسی و ژئوپلیتیک در ایران می‌توان به کتاب اصول و مفاهیم ژئوپلیتیک نوشته محمدرضا حافظ‌نیا را نام برد.
از دیگر انتشارات می‌توان به کتاب مرزها و جهانی شدن (با نگاهی کوتاه به مرزهای ایران) نوشته دکتر محمدرضا حافظ نیا و دکتر محسن جان پرور
و کتاب الگوی مدیریت مرزهای سرزمینی (مورد: مرزهای دریای ایران درخلیج فارس) نوشته دکتر محمدحسین افشردی و دکتر محسن جان پرور، کتاب نگرشی نو به مطالعات مرزی نوشته دکتر محسن جان پرور و کتاب مخاطرات انسانی نوشته دکتر محسن جان پرور و دکتر اکرم تقی‌زاده ساروکلایی، کتاب ژئوپلیتیک برای همه تألیف دکتر محسن جان پرور، کتاب ژئوپلیتیک شهری تألیف محسن جان پرور و آرش قربانی، کتاب نگرشی نو به مطالعات مرزی (مفاهیم، اصول و نظریه‌ها) تألیف محسن جان پرور اشاره کرد.

### انجمن‌های علمی جغرافیای سیاسی در ایران
تاریخ انجمن‌های جغرافیایی در ایران، از سال ۱۳۲۶ شروع شد. در سال‌های پس از آن، پی‌گیری جامعه جغرافیای ایران موجب تشکیل انجمن جغرافیا در نیمه دوم دهه ۱۳۲۰ گردید که این انجمن متشکل از نه شعبه بود و شعبه دوم آن شامل جغرافیای سیاسی بود که به بحث تقسیمات کشوری، مرزها و آمار جغرافیایی می‌پرداخت. همچنین شعبه ششم آن نیز، شعبه جغرافیای نظامی نام داشت.
این روند ادامه یافت تا این که بروز انقلاب اسلامی انجمن علمی ژئوپلیتیک در ایران تأسیس گردد. این انجمن نهایتاً در سال ۱۳۸۱ با کمک استادان برجسته علمی در دانشگاه‌های تربیت مدرس، تهران، امام حسین و آزاد اسلامی در کشور تأسیس گشت تا ابعاد علمی جغرافیای سیاسی و ژئوپلیتیک را تعمیق و گسترش دهد و زمینه را برای نیاز کشور در زمینه‌های سیاست داخلی و خارجی، امنیت ملی و به‌طور کلی استراتژی‌های ژئوپلیتیک مناسب در روابط بین‌المللی فراهم نماید. در حال حاضر این انجمن با حدود ۱۳۰ عضو یکی از انجمن‌های علمی معتبر فعال کشور می‌باشد.
هستهٔ اولیهٔ انجمن ژئوپلیتیک ایران در اواسط دهه ۷۰ شکل گرفت. این جلسات که با هدف همگرایی علمی و تبادل نظر بین استادان جغرافیای سیاسی دانشگاه‌های کشور تشکیل می‌شد، زمین‌های فراهم ساخت تا پس از سال‌ها لزوم تأسیس یک انجمن علمی متشکل از استادان و دانشجویان و علاقه‌مندان رشته جغرافیای سیاسی و ژئوپلیتیک مطرح گردد.
پیشنهاد تأسیس انجمن علمی ژئوپلیتیک ایران ابتدا توسط آقای دکتر محمدرضا حافظ نیا استاد جغرافیای سیاسی و ژئوپلیتیک دانشگاه تربیت مدرس در خرداد ماه ۱۳۸۰ مطرح گردید که در پی آن فرمها، اطلاعات و راهنماییهای لازم از دفتر انجمنهای علمی وزارت علوم، تحقیقات و فناوری اخذ گردیده و پس از طرح موضوع تأسیس انجمن با ۱۴ تن از استادان و فارغ التحصیلان و تنی چند از دانشجویان مقطع دکتری رشته جغرافیای سیاسی و ژئوپلیتیک اقدام به تکمیل فرم تقاضای تأسیس انجمن توسط افراد فوق گردید.
در مرحلهٔ بعد اقدام به تنظیم اساسنامه انجمن بر اساس فرمت مصوب دفتر انجمنهای علمی، معاونت پژوهشی وزارت علوم، تحقیقات و فناوری گردید که پس از تأیید توسط دفتر فوق نسبت به اخذ پرسشنامه مشخصات اعضای هیئت مؤسس و هیئت مدیره و تکمیل آن توسط اعضاء اقدام شد و ۳۷ نفر از استادان و دانشجویان دکتری رشته جغرافیای سیاسی همراه با احکام کارگزینی و تصویر آخرین مدرک تحصیلی آن‌ها دریافت شد. همچنین تصویر برخی انجمن‌های مشابه در سایر کشورها و نامهای تحت عنوان «سابقه شکل‌گیری انجمنهای ژئوپلیتیکی و ضرورت تأسیس انجمن ژئوپلیتیک در ایران» در تاریخ ۱۸/۴/۱۳۸۰ تحویل دفتر فوق گردید تا در جلسه کمیسیونهای علمی مطرح گردد. اولین باری که در جلسه این کمیسیون موضوع مطرح گردید. برخی اعضاء با نام نهادن واژه ژئوپلیتیک برای انجمن مخالفت ورزیدند که از سوی دبیر کمیسیون انجمنهای علمی ایران موضوع به اطلاع رسید که بلافاصله اقدام به تهیه متنی توجیهی در خصوص انگیزهٔ نامگذاری انجمن، تحت عنوان (توجیه تأسیس انجمن ژئوپلیتیک ایران) شد تا در جلسه بعدی کمیسیون در اختیار اعضاء گذارده شود. در جلسه مورخ ۱۱/۲/۱۳۸۱ کمیسیون فوق بار دیگر موضوع تأسیس انجمن ژئوپلیتیک را مطرح کرد و خوشبختانه مورد تصویب قرار گرفت که در پی اعلام دبیر کمیسیون نسبت به تهیه اسامی اعضای انجمن و آدرس و تلفن محل کار آن‌ها اقدام و در تاریخ ۱۷/۲/۱۳۸۱ تحویل دفتر انجمنهای علمی ایران گردید.
انجمن ژئوپلیتیک ایران پس از اخذ مجوز تأسیس از سوی کمیسیون انجمنهای علمی کشور، در تاریخ ۳۱/۳/۸۲ تحت شماره ۱۵۴۶۶ موفق به ثبت انجمن در ادارهٔ ثبت شرکت‌ها و مؤسسات غیر تجاری گردید. کمیته پذیرش ضمن تعیین نمایندگان انجمن در دانشگاه‌ها، اقدام به عضوگیری نمود که در همان دوره در حدود ۷۰ نفر از استادان، فارغ‌التحصیلان و دانشجویان مقطع دکتری و کارشناسی ارشد جغرافیای سیاسی در قالب عضویت پیوسته، دانشجویی و وابسته ثبت نام نمودند و با توجه به جدید التأسیس بودن انجمن، هیئت مدیره، طی برگزاری ۷ جلسه اقدام به تعیین خط مشیها و سیاست‌های کلی و نیز انجام امور مزبور به اعضای هیئت مدیره نمود و با پشت سرگذاشتن اقدامات ضروری و اولیه در خصوص تثبیت انجمن، برگزاری دومین جلسه مجمع عمومی در تاریخ ۳۰/۸/۸۳ فصل جدیدی از فعالیت‌ها و برنامه‌های انجمن آغاز گردید.انجمن ژئوپلیتیک ایران